# Friedrich Breith

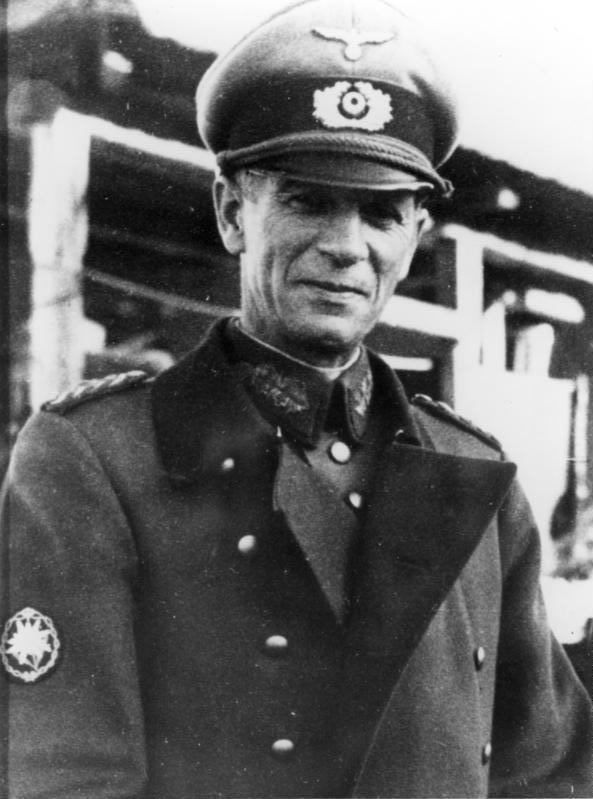
Friedrich Breith (1943)

Friedrich Breith (* 25. Mai 1892 in Kirchheimbolanden; † 9. Juli 1982) war ein deutscher Generalleutnant im Zweiten Weltkrieg und letzter Kommandeur der 4. Gebirgs-Division.

## Leben
Friedrich Breith trat 1910 als Fahnenjunker in die Armee ein. Anschließend diente er im 5. Königlich Bayerisches Feldartillerie-Regiment und wechselte 1916 in den Stabsdienst.
Ab Oktober 1937 war er Kommandeur des Artillerie-Regiments 35 in der 35. Infanterie-Division in Karlsruhe ohne in Kampfhandlungen verstrickt zu werden. Mitte April 1940 gab er das Kommando an Oberst Hans Wulz ab. Von da an war er bis Dezember 1941 Artilleriekommandant 127 (Arko 127) mit Einsatz an der Ostfront. Als erster Kommandeur der Artillerieschule I wurde er erst im April 1942 zum Generalmajor und ein Jahr später zum Generalleutnant befördert. Ab Juli 1944 war er mit Unterbrechung bis Kriegsende Kommandeur der 4. Gebirgs-Division.
Friedrich Breith geriet in sowjetische Kriegsgefangenschaft und wurde erst 1955 daraus entlassen.